# روزماري ماهوني
روزماري ماهوني (بالإنجليزية: Rosemary Mahoney)‏ هي كاتِبة أمريكية، ولدت في 28 يناير 1961.